# Polskie Stowarzyszenie Piwowarów Domowych
Polskie Stowarzyszenie Piwowarów Domowych (PSPD) – stowarzyszenie zrzeszające piwowarów domowych z całego kraju. Zostało założone 30 stycznia 2010 roku przez 24 piwowarów amatorów, na zebraniu założycielskim w Cieszynie. Formalnie zostało zarejestrowane 3 sierpnia wpisem w KRS o numerze 0000362180. Stowarzyszenie, poza działalnością statutową szerzącą piwowarstwo domowe i odpowiedzialne spożywanie alkoholu, wydaje również specjalistyczny kwartalnik „Piwowar”. Od 2021 r. PSPD jest członkiem European Beer Consumers' Union, czyli Europejskiej Unii Konsumentów Piwa.

## Cel powołania PSPD
W statucie Stowarzyszenia wyszczególniono zakres działalności, do którego należą m.in.: 
- promowanie i upowszechnianie wiedzy o piwowarstwie domowym, w tym szerzenie wiedzy na temat technologii, sposobów wytwarzania i surowców do wykonania piwa w warunkach domowych
- szerzenie wiedzy o rzemieślniczym rynku piwowarskim, bogactwie produktów i stylów piwnych,
- promocja polskiej historii browarniczej, tradycji warzenia i powiązanych z nimi zabytków związanych z piwowarstwem na terenie Polski, a także promocja polskich wyrobów i polskiej historii piwnej poza granicami kraju,
- wspieranie rozwoju technologii, techniki i nowego podejścia do warzenia zarówno w skali domowej, jak i rzemieślniczej,
- certyfikowanie nowych sędziów piwnych, utrzymywanie najwyższych standardów podczas sędziowania konkursów piwnych,
- szerzenie wiedzy mającej na celu zmianę obyczajów spożywania piwa, przy jednoczesnym działaniu na rzecz trzeźwości w miejscu pracy oraz na rzecz świadomego spożywania wyrobów alkoholowych (promocja wiedzy o skutkach ich nadużywania)[2].

## Członkowie i zasięg działalności
PSPD obecnie posiada około 2000 aktywnych członków. Każdy zrzeszony w Stowarzyszeniu otrzymuje legitymację członkowską. Stowarzyszenie działa na terenie całego kraju, posiada również swoje oddziały terenowe w każdym województwie. Prowadzone są działania zarówno ogólnopolskie (m.in. Festiwal Piwowarów Domowych, Mistrzostwa Polski Piwowarów Domowych, szkolenia sędziowskie), a także lokalne (w tym konkursy piwne w niemal każdym województwie, bitwy piwowarów, zjazdy członkowskie).

## Prezesi PSPD
| Imię i nazwisko     | Lata kadencji |
| ------------------- | ------------- |
| Andrzej Sadownik    | 2010–2013     |
| Krzysztof Lechowski | 2013–2016     |
| Michał Jaskólski    | 2016–2018     |
| Artur Kamiński      | 2018–2021     |
| Magdalena Bergmann  | 2021-2024     |
| Kacper Myśliński    | od 2024       |